# 몬터레이 베이 수족관

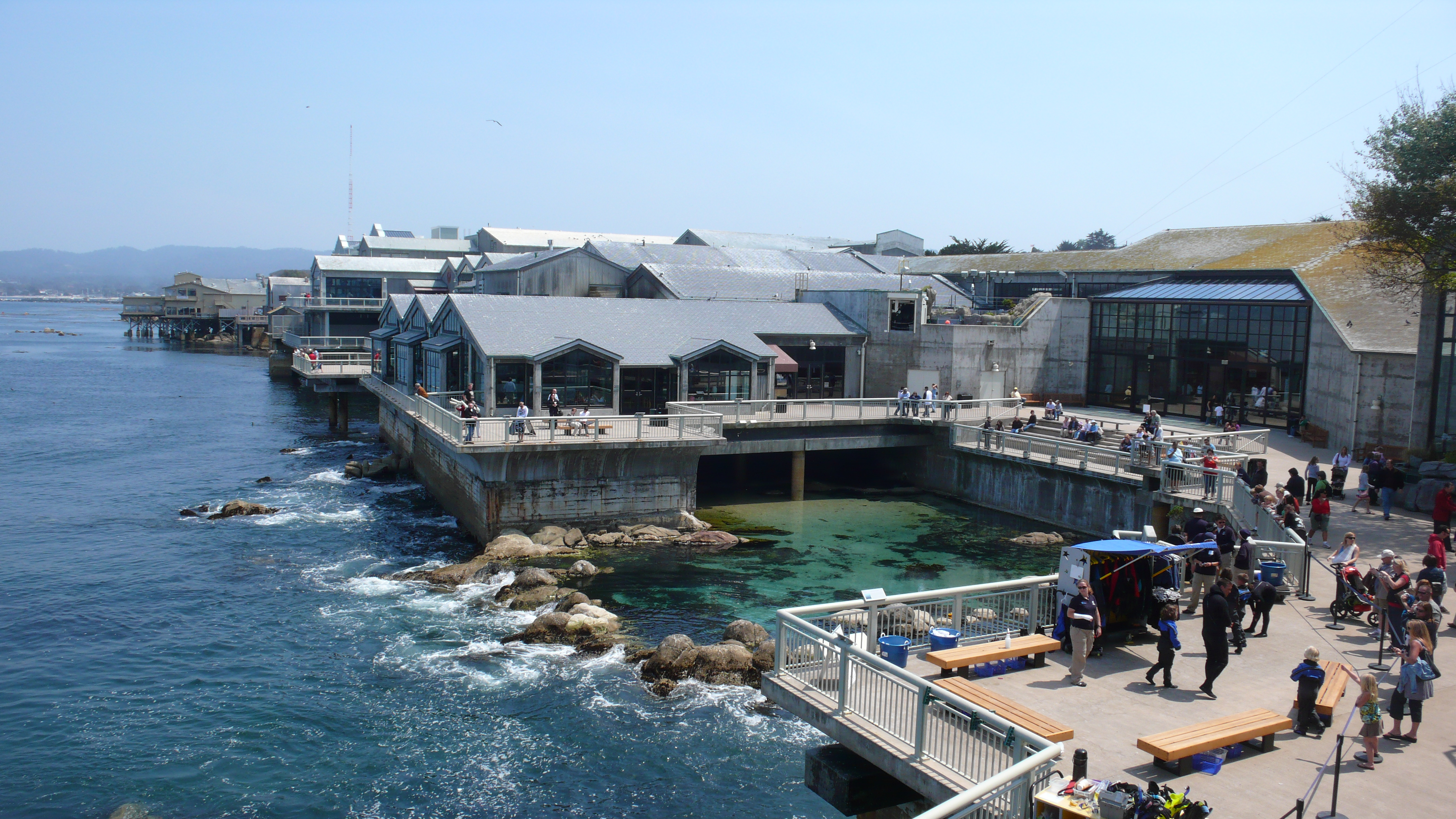

몬터레이 베이 수족관(Monterey Bay Aquarium, MBA)은 미국 캘리포니아주 몬터레이에 있는 비영리 수족관이다. 1984년 10월 처음 개장했을 당시 켈프숲이 최초로 전시되었으며 백상아리를 처음으로 전시하였다. 이 단체는 해달, 다양한 조류, 참치에 관한 연구와 보존 노력에 집중한다. 몬터레이 베이 수족관은 매일 오전 9시 30분부터 오후 6시까지 운영된다.